# Bay of Hawakil
Bay of Hawakil är en vik i Eritrea.   Den ligger i regionen Norra rödahavsregionen, i den östra delen av landet, 140 km öster om huvudstaden Asmara.